# Seznam státních písní států USA

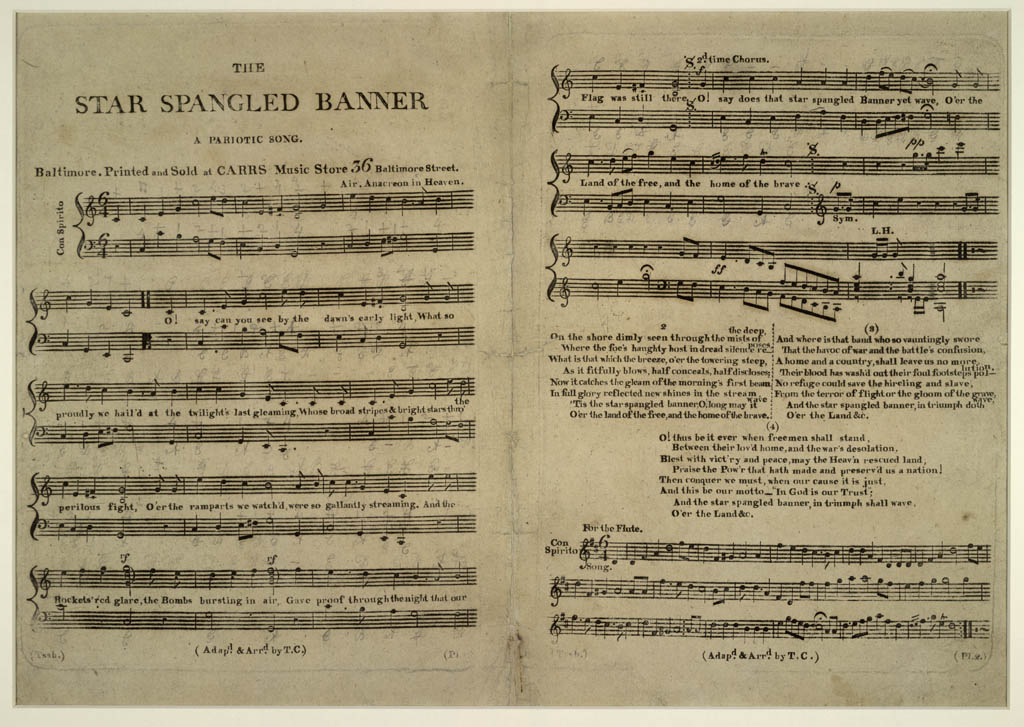
První výtisk americké hymny z roku 1814

Seznam státních písní států USA představuje přehled oficiálních písní, označovaných a uzákoněných jednotlivými federálními státy Spojených států amerických.
Písně jsou označovány (stát od státu) jako státní písně (anglicky State Song), v některých případech přímo jako hymny (anglicky Anthem).
Některé státy mají uzákoněno více těchto písní (či hymen). Uvedeny i dnes již neplatné státní písně (označeny symbolem †). Překlady názvů písní jsou pouze orientační.

## Státy
| Umístění | Federální stát   | Píseň | Datum přijetí | Autoři | Audio |
| --- | ---------------- | --- | --- | --- | ----- |
| | Alabama          | Alabama | 1931 (9. března) | Hudba: Edna Gockel Gussen (1931), text: Julia Tutwilerová |       |
| | Aljaška          | Alaska's Flag (česky Aljašská vlajka), také známá jako Beyond Your Dreams Within Your Reach (česky Za svými sny na dosah) | 1959 (3. ledna) | Hudba: Elinor Dusenbury (1938), text: Marie Drake (1935) |       |
| | Arizona          | The Arizona March Song (česky Pochodová píseň Arizony)                                                                    | 1919 (28. února) | Hudba: Maurice Blumenthal, text: Margaret Rowe Clifford (1915) |       |
| Arizona, oficiální alternativní státní píseň                                                                                                | Arizona          | 1982 | Autoři: Rex Allen, Rex Allen Jr. (1981) | |       |
| | Arkansas         | Arkansas | • Počátek 20. století • 1963 | Autorka: Eva Ware Barnettová (1916) |       |
| The Arkansas Traveler (česky Arkansaský poutník)                                                                                            | Arkansas         | 1949 | Lidová píseň poloviny 19. století, kterou zpopularizoval americký zpěvák a kytarista Moses Case. Vychází ze stejnojmenné skladby Sandforda C. Faulknera. Oficiální text napsal přípravný výbor (1947) | |       |
| Arkansas, známá jako You Run Deep In Me (česky Běžíš hluboko ve mně)                                                                        | Arkansas         | 1987 | Autor: Wayland Holyfield (1986) | |       |
| Oh, Arkansas | Arkansas         | 1987 | Autoři: Terry Rose, Gary Klaff (1986) | |       |
| | Colorado         | Where the Columbines Grow (česky ?)                                                                                       | 1915 (8. května) | Autor: Arthur John Fynn (1911) |       |
| Rocky Mountain High (česky ?) | Colorado         | 2007 (12. března) | Autoři: John Denver, Mike Taylor (1972) | |       |
| | Connecticut      | Yankee Doodle (česky Yankee ťulpas)                                                                                       | ? | Tradiční píseň a říkanka, jejíž rané verze jsou známé před sedmiletou válkou (1756–1763) a americkou válkou za nezávislost (1775–1783). Poprvé zveřejněna v 80. letech 18. století.             |       |
| | Delaware         | Our Delaware (česky Náš Delaware)                                                                                         | 1925 | Text: George Beswick Hynson (báseň publikovaná 1904), hudba: Will M. S. Brown |       |
| | Florida          | (†) Florida, My Florida (česky Florida, má Florida), státní píseň v letech 1913–1935                                      | 1913 (12. května) | Autor: reverend Chastain V. Waugh (1894), melodie německé vánoční písně O Tannenbaum byla použita i pro státní písně Marylandu, Iowy a pro neoficiální píseň Michiganu (Michigan, My Michigan). |       |
| Old Folks at Home (česky Staří lidé v domě), známá jako Swannee River' (česky Řeka Suwannee), od roku 2008 státní píseň                     | Florida          | 1935 (28. května) | Autor: Stephen Foster (1851), text upraven v roce 2008. Řeka je zmiňována i v nářeční podobě jako Swanee Ribber.                                                                                      | |       |
| Florida, známá jako Where the Sawgrass Meets the Sky (česky Florida, kde se tráva potkává s oblohou), státní hymna                          | Florida          | 2008 (11. ledna) | Autor: Jan Hinton | |       |
| | Georgie          | Georgia on My Mind (česky Georgia v mé mysli)                                                                             | 1979 (24. dubna) | Hudba:Hoagy Carmichael (1930), text: Stuart Gorrell (1930) |       |
| | Havaj            | Hawaiʻi Ponoʻī" (Hawaii's Own)                                                                                            | 1967 | Hudba: původně pruský skladatel Henri Berger, text: král Kalākaua (1874) |       |
| | Idaho            | Here We Have Idaho (česky Tady máme Idaho)                                                                                | 1931 (9. března) | Hudba: Sallie Hume Douglasová (1915) pro píseň Garden of Paradise (česky Rajská zahrada), text: McKinley Helm, Albert J. Tompkins                                                               |       |
| | Illinois         | Illinois | 1925 (30. června) | Hudba: Archibald Johnston (1870), text: Charles H. Chamberlain (1893) |       |
| | Indiana          | On the Banks of the Wabash, Far Away (česky Na březích Wabash, daleko)                                                    | 1913 (14. března) | Autor: Paul Dresser |       |
| | Iowa             | The Song of Iowa (česky Píseň Iowy)                                                                                       | 1911 (?. března) | Hudba:Melchior Franck (1615), text: Samuel Hawkins Marshall Byers (1867) |       |
| | Jižní Dakota     | Hail, South Dakota! (česky Nazdar, Jižní Dakoto!)                                                                         | ? | Autor: DeeCort Hammitt (1943) |       |
| | Jižní Karolína   | Carolina | 1911 (11. února) | Hudba: Anne Curtis Burgess, text: báseň Henryho Timroda upravil G.R. Goodwin |       |
| South Carolina On My Mind (česky Jižní Karolína v mé mysli)                                                                                 | Jižní Karolína   | 1984 (8. března) | Autoři: Hank Martin a Buzz Arledge | |       |
| | Kalifornie       | I Love You, California (česky Miluji tě, Kalifornie)                                                                      | 1951 (26. dubna) | Hudba: Abraham Franklin Frankenstein (1913), text: Francis Beatty Silverwood (1913) |       |
| | Kansas           | Home on the Range (česky Domov na střelnici)                                                                              | 1947 (30. června) | Hudba: Daniel E. Kelley, text: Brewster M. Higley (1871) |       |
| | Kentucky         | My Old Kentucky Home (česky Můj starý domov v Kentucky)                                                                   | 1928 | Autor: Stephen Collins Foster (1853) |       |
| | Louisiana        | (†) Give Me Louisiana (česky Dejte mi Louisianu), státní píseň v letech 1970–2021                                         | 1970 | Autorka: Doralice Fontaneová (1970) |       |
| You Are My Sunshine (česky Jsi moje slunce), přijata jako druhá státní píseň                                                                | Louisiana        | 1977 | Nahrál: Jimmie Davis | |       |
| Southern Nights (česky Jižní noci), oficiální státní kulturní píseň                                                                         | Louisiana        | 2021 (6. června) | Autor: Allen Toussaint (1975) | |       |
| Louisiana My Home Sweet Home (česky Louisiana Můj domov, sladký domov), oficiální státní pochod                                             | Louisiana        | 1952 | Autoři: Sammie McKenzie, Lou Lavoy a Castro Carazo | |       |
| Gifts of the Earth (česky Dary země), oficiální státní ekologická píseň                                                                     | Louisiana        | 1990 | Autor: Frances LeBeau | |       |
| | Maine            | State of Maine česky Stát Maine)                                                                                          | 1937 | Autor: Roger Vinton Snow (1937) |       |
| | Maryland         | (†) Maryland, My Maryland, zrušena 18. května 2021 Maryland v současnosti (2023) nemá oficiální statní píseň              | 1939 (29. května) | Hudba: Melchior Franck (1615), text: James Ryder Randall (1861) |       |
| | Massachusetts    | All Hail to Massachusetts (česky Sláva Massachusetts                                                                      | 1966 (3. září) | Autor: Arthur James Marsh (1954) |       |
| | Michigan         | My Michigan (česky Můj Michigan)                                                                                          | 1937 | Hudba: H. O'Reilly Clint (1933), text: Giles Kavanagh (1933) |       |
| | Minnesota        | 'Hail! Minnesota (česky Ať žije! Minnesota)                                                                               | 1945 | Hudba: Truman Rickard (1904), text: Cyrus Northrop (1904) |       |
| | Mississippi      | Go, Mississippi | 1962 (17. května) | Autor: William Houston Davis (1962) |       |
| | Missouri         | Missouri Waltz (česky Missourský valčík)                                                                                  | 1949 (30. června) | Hudba: Lee Edgar Settle (1914), text: James Royce Shannon (1914) |       |
| | Montana          | Montana | 1945 (20. února) | Hudba: Joseph E. Howard, text: Charles Cohan |       |
| | Nebraska         | Beautiful Nebraska (česky Krásná Nebraska)                                                                                | 1967 (21. června) | Hudba: Jim Fras (1960), text: Jim Fras and Guy G. Miller |       |
| | Nevada           | Home Means Nevada (česky Domov znamená Nevada)                                                                            | 1933 | Text: Bertha Raffettová (1932) |       |
| | New Hampshire    | Old New Hampshire, oficiální píseň                                                                                        | 1949 | Hudba: Maurice Hoffman (1926), text: John F. Holmes (1926) |       |
| (†) New Hampshire, my New Hampshire (česky New Hampshire, můj New Hampshire), druhá oficiální píseň v letech 1963–1977, poté čestná píseň   | New Hampshire    | 1963 | Hudba: Walter P. Smith, text: Julius Richelson | |       |
| (†) New Hampshire Hill (česky Kopce New Hampshire), třetí oficiální píseň v letech 1973–1977, poté čestná píseň                             | New Hampshire    | 1973 | Hudba: Tom Powers, text: Paul Scott Mowrer | |       |
| (†) Autumn in New Hampshire (česky Podzim v New Hampshire), čtvrtá oficiální píseň přijatá v roce 1977, téhož roku změněna na čestnou píseň | New Hampshire    | 1977 | Autor: Leo Austin | |       |
| | New Jersey       | New Jersey nikdy nemělo oficiální státní píseň                                                                            | – | – | -     |
| | New York         | I Love New York (česky Miluji New York)                                                                                   | 1980 | Autor: Steve Karmen (1977) |       |
| | Nové Mexiko      | O Fair New Mexico (česky ?)                                                                                               | 1917 (14. března) | Autor: Elizabeth Garretová (1924) |       |
| Así Es Nuevo México (anglicky Such Is New Mexico, česky Tohle je Nové Mexiko), oficiální španělsky zpívaná státní píseň                     | Nové Mexiko      | 1971 | Text: Amadeo Lucero (1961) | |       |
| | Ohio             | Beautiful Ohio (česky Nádherné Ohio)                                                                                      | 1969 | Hudba: Robert A. King, pseudonym Mary Earl (1918), původní text: Ballard MacDonald (1918), text: Wilbert McBride (1989)                                                                         |       |
| | Oklahoma         | (†) Oklahoma - A Toast (česky Připíjím na Oklahomu), státní píseň do roku 1953                                            | 1935 (26. března) | Autorka: Harriett Parker Camdenová (1905) |       |
| Oklahoma | Oklahoma         | 1953 | Autoři: Richard Rodgers a Oscar Hammerstein II. (před rokem 1943) | |       |
| | Oregon           | Oregon, My Oregon (česky Oregon, můj Oregon)                                                                              | 1927 (12. února) | Hudba: Henry Bernard Murtagh (1920), text: John Andrew Buchanan (1920) |       |
| | Pensylvánie      | (†) Hail, Pennsylvania! (česky Ať žije Pensylvánie!), státní píseň v letech 1895–1990                                     | 1895 | Hudba: Alexej Fjodorovič Lvov, text: Edgar M. Dilley (1894) |       |
| Pennsylvania | Pensylvánie      | 1990 (29. listopadu) | Autoři: Eddie Khoury, Ronnie Bonner (hudba 1961, text 1955) | |       |
| | Rhode Island     | (†) Rhode Island, oficiální píseň do roku 1996, poté oficiální státní pochod                                              | 1946 (30. dubna) | Autor: Thomas Clarke Browne |       |
| Rhode Island's It for Me (česky Rhode Island je to pro mě)                                                                                  | Rhode Island     | 1996 (29. července) | Hudba: Maria Dayová, Kathryn Chesterová, text: Charlie Hall | |       |
| | Severní Dakota   | North Dakota Hymn (česky Severodakotská hymna)                                                                            | 1947 (15. března) | Hudba: Clarence Simeon Putnam (1927), text: James Folely (1926) |       |
| | Severní Karolína | The Old North State (česky Starý severní stát)                                                                            | 1927 | Hudba: E. E. Randolphová (1926, text: William Gaston |       |
| | Tennessee        | My Homeland, Tennessee (česky Má vlast, Tennessee)                                                                        | 1925 | Hudba: Lamont Smith, text: Nell Grayson Taylor |       |
| When It's Iris Time in Tennessee (česky Když je v Tennessee čas kosatce)                                                                    | Tennessee        | 1935 | Autor: Willa Waid Newman | |       |
| My Tennessee (česky Mé Tennessee) | Tennessee        | 1955 | Autor: Frances Hannah Tranum | |       |
| Tennessee Waltz | Tennessee        | 1965 | Hudba: Pee Wee King (1946), text: Redd Stewart (1946) | |       |
| Rocky Top | Tennessee        | 1982 | Autoři: Felice a Boudleaux Bryantovi (1967) | |       |
| Tennessee | Tennessee        | 1992 | Autor: Vivian Rorie | |       |
| The Pride of Tennessee (česky Hrdost Tennessee)                                                                                             | Tennessee        | 1996 | Autoři: Fred Congdon, Thomas Vaughn a Carol Elliot | |       |
| Smoky Mountain Rain (česky Déšť ve Smoky Mountain)                                                                                          | Tennessee        | 2010 (3. června) | Autoři: Kye Fleming a Dennis Morgan | |       |
| Tennessee | Tennessee        | 2011 | Autor: John R. Bean | |       |
| The Tennessee in Me (česky Tennessee ve mně)                                                                                                | Tennessee        | 2023 | Autor: Debbie Mathis Watts | |       |
| Copperhead Road | Tennessee        | 2023 | Autor: Steve Earle (<1988) | |       |
| | Texas            | Texas, Our Texas (česky Texas, náš Texas)                                                                                 | 1929 | Autor: William J. Marsh (1924), text: Gladys Yoakum Wright |       |
| | Utah             | (†) Utah We Love Thee (česky Utahu, máme tě rádi)                                                                         | 1937 nebo 1939 | Autor: Evan Stephens (1895) |       |
| Utah...This Is the Place (česky Utah...to je to místo)                                                                                      | Utah             | 2003 (15. března) | Autor: Sam a Gary Francis (1996) | |       |
| | Vermont          | (†) Hail, Vermont! (česky Ať žije Vermont!), statní píseň v letech 1938–2000                                              | 1938 | Autorka: Josephine Hovey Perryová |       |
| These Green Mountains (česky Tyto zelené hory)                                                                                              | Vermont          | 2000 (22. května) | Hudba: Diane Martin, aranžmá: Rita Buglass-Gluck | |       |
| | Virginie         | Our Great Virginia (česky Naše velká Virginie), oficiální tradiční píseň                                                  | 2015 (1. července) | Hudba: neznámý autor, aranžmá: Jim Papoulis, text: Mike Greenly |       |
| Sweet Virginia Breeze (česky Sladký virginský vánek), oficiální populární píseň                                                             | Virginie         | 2015 (1. července) | Autoři: Steve Bassett a Robbin Thompson (1978) | |       |
| | Washington       | (†) Washington Beloved (česky Milovaný Washington)                                                                        | 1909 (11. března) | Hudba: Reginald De Koven (1907), text: Edmond Meany (1906) |       |
| Washington, My Home (česky Washington, můj domov)                                                                                           | Washington       | 1959 (19. března) | Hudba: Stuart Churchill (1951), Helen Davis (1950/51) | |       |
| | Wisconsin        | On, Wisconsin! (česky Vpřed, Wisconsine!)                                                                                 | 1959 | Hudba: William T. Purdy (1909), text: Carl Beck, upravili Charles D. Rosa a J. S. Hubbard |       |
| | Wyoming          | Wyoming | 1955 | Hudba: George Edwin Knapp (1920), text: Charles Edwin Winter (1903) |       |
| | Západní Virginie | West Virginia, My Home Sweet Home (česky Západní Virginie, můj domov)                                                     | 1947 | |       |
| The West Virginia Hills (česky Kopce v Západní Virginii)                                                                                    | Západní Virginie | 1961 (3. února) | Hudba: Henry Everett Engle (1885), text: Ellen Ruddell Kingová nebo David King | |       |
| This Is My West Virginia (česky To je moje Západní Virginie)                                                                                | Západní Virginie | 1963 | Hudba: Henry Everett Engle (1885) | |       |
| Take Me Home, Country Roads (česky Vezmi mě domů po venkovských silnicích)                                                                  | Západní Virginie | 2014 (?. března) | Autoři: Bill Danoff, Taffy Nivert a John Denver | |       |

## Hymny federálního distriktu a hlavních ostrovních oblastí
| Umístění | Území                     | Píseň                                                                                          | Datum přijetí                                                | Autoři |
| -------- | ------------------------- | ---------------------------------------------------------------------------------------------- | ------------------------------------------------------------ | --- |
|          | Washington, D.C.          | Washington, D.C. v současnosti (2023) nemá oficiální statní píseň                              |                                                              | |
|          | Americké Panenské ostrovy | Virgin Islands March (česky Pochod Panenských ostrovů)                                         | 1963                                                         | Autoři: Sam Williams a Alton Adams (20. léta 20. století)                                                                             |
|          | Americká Samoa            | Amerika Sāmoa (samojsky, anglicky American Samoa, česky Americká Samoa)                        | 1950                                                         | Hudba: Napoleon Andrew Tuiteleleapaga, text: Mariota Tiumalu Tuiasosopo                                                               |
|          | Guam                      | Stand Ye Guamanians (čamorsky Fanohge Chamoru), oficiálně Guam Hymn (čamorsky Kantikun Guahan) | • < 1934 (de facto) • 1952 (de jure), čamorský • 1989 (text) | Hudba: Ramon Manilisay Sablan (1919), text: Ramon Manilisay Sablan (1919, anglicky), Lagrimas Untalan (1974, čamorsky)                |
|          | Portoriko                 | La Borinqueña                                                                                  | • 1952 (24. července) – hudba • 1977 (27. července) – text   | Hudba: Félix Astol Artés (1867, původní verze), Luis Miranda (1922, současná verze), text: Manuel Fernández Juncos (1901)             |
|          | Severní Mariany           | Gi Talo Gi Halom Tasi (v čamorštině, anglicky In the Middle of the Sea, česky Uprostřed moře)  | 1996 (3. října)                                              | Hudba: německá lidová melodie, text: David Kapileo Taulamwaar Peter (1976, čamorsky), Jose a Joaqin Pangelinan (40. léta 20. století) |